# Deutsches Meisterschaftsrudern 1885
Das 4. Deutsche Meisterschaftsrudern wurde 1885 in Koblenz ausgetragen. Bei der ersten Austragung außerhalb Frankfurts wurde wie in den Jahren zuvor nur im Einer der Männer ein Meister ermittelt. Als einziger Athlet sicherte sich Achilles Wild von der Frankfurter Rudergesellschaft Germania 1869 zum dritten Mal den Meistertitel. Durch den dritten Titel ging der von seinem Verein gestiftete Herausforderungspreis in seinen Privatbesitz über.

## Medaillengewinner
| Bootsklasse | Gold                                         | Silber      | Bronze      |
| ----------- | -------------------------------------------- | ----------- | ----------- |
| Einer       | Achilles Wild (Frankfurter RG Germania 1869) | kein Gegner | kein Gegner |